# Ontmanteling van een kerncentrale
De ontmanteling van een kerncentrale is de laatste fase van de levensduur en omvat alle organisatorische, administratieve en technische activiteiten van het sluiten van de centrale. Het einddoel is het geschikt maken van het terrein voor veilig gebruik voor willekeurige andere doeleinden. Alles draait om het veilig verwijderen van de radioactieve onderdelen, met name de brandstof, het reactorvat en de opslagruimten voor nucleaire brandstof en radioactief afval. Voor de definitieve langdurige opslag van zwaar radioactief afval is nog geen oplossing gevonden.

## Componenten die voor ontmanteling in aanmerking komen
Nadat een nucleaire installatie permanent gesloten is, wordt de ontmantelingsprocedure in werking gezet. Alle installaties die deel uitmaken van de nucleaire brandstofcyclus komen voor ontmanteling in aanmerking:
- uitgeputte, verouderde en overbodig geworden uraniummijnen
- verouderde en overbodig geworden uraniumerts-verwerkende fabrieken, inclusief opwerkingsfabrieken voor verrijkt uranium
- verrijkingsinstallaties
- kerncentrales (commerciële, militaire, medische en wetenschappelijke)
- aandrijvingen van atoomschepen, inclusief atoomonderzeeërs, die per definitie een kleine kernreactor bevatten voor aandrijving en elektriciteit
- radioactief afval verwerkende fabrieken
- tijdelijke opslagplaatsen voor nucleair afval

## Planning en methoden
Bij de bouw van een kerncentrale wordt veelal uitgegaan van een bedrijfsduur van 40 jaar. In uitzonderlijke gevallen kan na die 40 jaar de levensduur met nog maximaal 20 jaar worden verlengd. In de praktijk is de levensduur als gevolg van economische, politieke en veiligheidstechnische overwegingen in de meeste gevallen korter. In 2004 was de gemiddelde leeftijd van de op dat moment 107 gesloten kerncentrales 21 jaar. 
Bij de ontmanteling zijn meerdere strategieën mogelijk, die kunnen variëren afhankelijk van de situatie. De verschillen zitten in de keuze voor het direct beginnen met de ontmanteling, het op de lange termijn schuiven totdat de straling flink verminderd is, of alleen de stilgelegde centrale voor onbepaalde tijd inpakken, in de hoop dat er in de toekomst een goede methode voor ontmanteling wordt gevonden. 
Iedere strategie is onvolledig, omdat er nog geen definitieve oplossing is gevonden voor een veilige langetermijn-opslag van radioactief afval.
De Amerikaanse atoomindustrie hanteert de volgende indeling, waarbij de exploitant 60 jaar de tijd krijgt om de ontmanteling af te ronden:
- DECON (decontamination = schoonmaken). Direct na het stilleggen van de centrale worden de gebouwen ontmanteld en ontsmet tot een aanvaardbaar stralingsniveau en radioactief besmette onderdelen van de centrale worden verwijderd, verpakt en opgeslagen. Het nadeel van deze vorm van ontmanteling is, dat het om hoogradioactieve materialen gaat die extreme veiligheidseisen nodig maken. Einddoel is een terrein dat geschikt is voor een willekeurig alternatief gebruik.

- SAFSTOR (SAFe STORage = veilige insluiting). De nucleaire brandstof wordt uit de reactor verwijderd, maar de centrale zelf wordt voor maximaal 50 jaar intact gehouden. In de resterende tijd van de periode van 60 jaar moet dan de rest worden ontmanteld. Na de afkoelingsperiode is het grootste deel van de hoogradioactieve materialen vervallen en kan het resterende radioactieve materiaal worden geborgen. De belangrijkste isotopen (zoals kobalt-60) vervallen tot 0,1% of minder van de oorspronkelijke hoeveelheid.

Het nadeel van deze methode is dat de ingepakte centrale continu onder (overheids)controle moet staan en in veel gevallen niet bestand is tegen onvoorziene rampen zoals aardbevingen, terroristische aanslagen en neerstortende vliegtuigen. Daarnaast kan kennis over de installatie, die vaak nog bij oud-medewerkers aanwezig is, verloren gaan.
Meestal wordt eerst de DECON-methode gedeeltelijk doorlopen en vervolgens de SAFSTOR-methode. In de tussentijd kan een ontmantelingsfonds worden opgebouwd, bijvoorbeeld met rente uit beleggingen, om het proces te bekostigen.
- ENTOMB (entombment = begrafenis). Na het stilleggen van de centrale wordt deze ingepakt in een sarcofaag van stabiel materiaal zoals beton, zodat de radioactief besmette materialen voor een onbepaalde tijd hermetisch van de buitenwereld worden afgesloten. De locatie wordt gemonitord door de verantwoordelijke exploitant (de lincentiehouder), totdat het stralingsniveau tot een acceptabele waarde is afgenomen. Volgens het Nuclear Energy Institute (NEI), de lobby van de Amerikaanse atoomindustrie, is van deze derde optie nog nooit gebruik gemaakt en is het onwaarschijnlijk dat dat in de toekomst zal gebeuren.[2]

De gekozen methode van ontmanteling wordt voor elke centrale afzonderlijk bepaald en bij de overweging spelen vooral de kosten, de staat waarin de reactor verkeert en veiligheid de doorslaggevende rol. Voor de financiering van de ontmanteling wordt een fonds opgericht, dat op een zeker moment ná het verstrijken van de bedrijfsduur, voldoende middelen moet kunnen leveren.

## Fasen van ontmanteling
Oorspronkelijk is de ontmanteling van kerncentrales door het Internationaal Atoomenergie Agentschap gecategoriseerd in drie fasen. Later zijn op basis van praktijkervaring deze fasen verfijnd.
OntruimingDe ontruiming van een nucleaire installatie volgt direct na het stilleggen, al duurt het proces langere tijd. De nucleaire brandstof wordt verwijderd, tijdelijk opgeslagen in het daarvoor bedoelde opslagbassin in de centrale en daarna verpakt en voor lange termijn opgeslagen op een daarvoor geschikt bevonden locatie, of afgevoerd voor hergebruik in een opwerkingsfabriek. Als de splijtstof weg is, kunnen sommige veiligheidsvoorzieningen uitgeschakeld of verwijderd worden, al blijft het veiligheidsniveau zeer hoog.
DecontaminatieInstallaties worden inwendig en uitwendig schoongemaakt, vaak met gebruik van reeds aanwezige systemen zoals leidingsystemen en waterbehandeling. Sommige componenten worden gedemonteerd en als radioactief afval afgevoerd naar de door de overheid aangewezen verwerker van radioactief afval (in Nederland de COVRA in Zeeland, in België Belgoprocess in de provincie Antwerpen), niet-radioactieve componenten worden gerecycleerd of als gewoon industrieel afval afgevoerd.
Afbraak van niet besmette delenIndien er voor de locatie geen nieuwe bestemming gevonden is waarbij delen van de centrale gebruikt kunnen worden, worden alle niet besmette onderdelen zoals transformatoren, werkplaatsen, kantoren, regelruimtes etc. afgebroken. De materialen kunnen gerecycleerd worden of als gewoon industrieel afval worden afgevoerd.
Afbraak van besmette delenKoelwater wordt gereinigd met behulp van de aanwezige waterbehandelingssystemen en voor zover de normen dat toestaan geloosd. Met behulp van op afstand bestuurbaar gereedschap en soms robots, worden hoogradioactieve of besmette componenten verwijderd. Het reactorvat is in sommige landen weleens als geheel afgevoerd, ingepakt en voor lange termijn opgeslagen op een daarvoor geschikt bevonden locatie. Ook zijn reactorvaten en andere grote componenten, wel uit de centrale in stukken afgevoerd als radioactief afval.
AfrondingNadat de gehele centrale is verwijderd en de bodem en grondwater na metingen niet besmet blijken, is het terrein geschikt voor een nieuwe bestemming.
Afhankelijk van de situatie en de nieuwe bestemming kunnen sommige stappen worden overgeslagen.

## Toekomstige ontmantelingen

### In de Europese Unie
In de (toen nog uit 15 lidstaten bestaande) Europese Unie bevonden zich in 2003 ruim 100 nucleaire installaties in het ontmantelingsproces. Dit betrof vooral vele kleinere en grotere laboratoria en testinstallaties. De verwachting is dat daar tot 2025 nog ruim 150 nieuwe installaties bij komen. Elke lidstaat beschikt volgens het Euratom-verdrag over een onafhankelijke instantie die de uitvoering en veiligheid rondom de ontmanteling van nucleaire installaties regelt en andere lidstaten informeert over vorderingen en mogelijke (financiële) problemen.

### In de rest van de wereld
In 2001 bevonden zich wereldwijd ongeveer 500 nucleaire installaties (waarvan 90 voor commerciële doeleinden) in een ontmantelingsstadium. Het grootste deel daarvan komt voor rekening van de EU, VS, Japan en de voormalige staten van de Sovjet-Unie. In 2025 zullen ook China en verschillende landen in Zuid-Amerika daarvan een significant deel uitmaken. In elk land of regio heeft een andere organisatie de supervisie over de ontmantelingsprocessen. Daarnaast is er het IAEA van de Verenigde Naties dat de afzonderlijke instanties controleert en adviseert.

## Reeds geheel of gedeeltelijk ontmantelde installaties
De eerste nucleaire installaties die zijn gebouwd in de jaren 50 en 60 zijn aan het eind van de 20e eeuw gesloten. Het grootste deel daarvan wordt klaargemaakt voor of bevindt zich in een SAFSTOR-afkoelperiode. Een kleiner aantal installaties is reeds ontmanteld en verpakt in een sarcofaag. De kerncentrale bij Hallam in Nebraska werd al na een jaar in 1964 wegens technische problemen uit gebruik genomen. De afgewerkte brandstof en restanten van het reactorvat zijn ter plekke ondergronds opgeslagen in een omhulling van staal en beton. Volgens de autoriteiten kan de locatie tegen 2070 definitief worden vrijgegeven.
Dodewaard, NederlandDe eerste commerciële kerncentrale van Nederland werd op 26 maart 1969 in Dodewaard in gebruik genomen. Exact 28 jaar later werd in 1997 de centrale definitief stilgelegd en werd begonnen met de ontruiming. De laatste splijtstofstaaf werd op 9 april 2003 afgevoerd naar de opwerkingsfabriek in Sellafield. Tot halverwege 2005 werd besmette apparatuur verwijderd en afgevoerd naar COVRA, en werd de centrale klaargemaakt voor een afkoelperiode van 40 jaar. Hierbij zijn alle overbodige gebouwen gesloopt, zodat nog maar een beperkt deel van de oorspronkelijke centrale resteert. Tot 1996 is er jaarlijks een bedrag in een fonds gestoken om de daadwerkelijke ontmanteling volledig te financieren. Uit economische overwegingen is gekozen voor de SAFSTOR-methode. Tussen 2045 en 2055 worden de laatste delen van de dan ongeveer 80 jaar oude centrale verwijderd.
Mol, BelgiëVoor de ontmanteling van de in 1962 in gebruik genomen en in 1987 stilgelegde BR3 drukwaterreactor in het Belgische Mol is gekozen voor de directe ontmanteling (DECON), zonder afkoelperiode. Tussen september en november 2002 zijn alle brandstofstaven verwijderd en opgeslagen in een naast de reactor gebouwde opslagruimte. Met behulp van op afstand bestuurbare robots zijn het reactorvat en andere besmette onderdelen in stukken gezaagd, verpakt in zeven castor-containers en naar een definitieve opslagplaats afgevoerd. In de loop van 2011 was de ontmanteling volledig voltooid.
Asse II en de  Morsleben, DuitslandDe twee Duitse opslagplaatsen voor radioactief afval moeten weer ontruimd worden vanwege instortingsgevaar en binnenstromend water.
Platteville, Verenigde StatenDe 330 MW Fort St. Vrain-centrale in Platteville (Colorado) is de eerste volledig ontmantelde kerncentrale die gedurende lange tijd op commerciële basis elektriciteit heeft geleverd. Sinds de ingebruikname in december 1976 werd de installatie geteisterd door problemen. Het continu afsluiten en weer opstarten van de centrale leidde ertoe dat in 1990 de centrale definitief werd gesloten en direct met de ontmanteling werd begonnen (DECON). In 1996 zijn de laatste restanten van de kerncentrale verdwenen.

## Kosten

### Schatting van de kosten
De ontmantelingskosten worden geschat op basis van een ontmantelingsplan, waarin de kosten per voorziene activiteit worden weergegeven. Er zijn bedrijven die in dit soort schattingen zijn gespecialiseerd.
De kosten zijn onder andere afhankelijk van:
- Het wettelijke kader in dit land
- De tarieven voor de verwerking van afval
- Opbrengst uit recycling

Kostenschattingen voor - op het oog - vergelijkbare installaties, leveren niet altijd vergelijkbare financiële plaatjes op. Omdat de kosten per (type) installatie verschillen zijn de kostenschattingen maatwerk en geen confectie.

### Afschrijving en reservering van ontmantelingskosten
Voor een nucleaire installatie wordt tijdens de gebruiksperiode jaarlijks een voorziening aangevuld, dat na het verstrijken van de levensduur voldoende middelen zou moeten bieden voor de ontmanteling. Dit geld wordt veelal belegd in aandelen, obligaties, staatsleningen en dergelijke. Aan deze financiële voorziening kan een overheid voorwaarden stellen. Dit zal vooral de zekerheid betreffen, waarmee het benodigde kapitaal wordt opgebouwd.

### Kosten van opslag
Wereldwijd kostbaar onderzoek naar mogelijkheden voor permanente opslag van radioactief afval hebben niet tot resultaat geleid. In de VS kost de tijdelijke opslag van radioactief materiaal uit ontmantelde centrales in drie staten sinds eind 1990er jaren $30 miljoen per jaar. De opslagplaatsen moeten permanent worden bewaakt. Een onderzoek naar een permanente opslag in Yucca Mountain, Nevada, die $15 miljard had gekost leidde tot niets. Intussen kunnen de ontmantelingslocaties niet worden vrijgegeven. Volgens het NEI kost de opslag van afgewerkte nucleaire brandstof de Amerikaanse verbruikers meer dan $2 miljoen per dag.

### Onderschatting van kosten
De schattingen van ontmantelingskosten lopen wijd uiteen. Het Internationaal Energieagentschap (IEA) schatte dat tegen 2040 wereldwijd bijna 200 van de 434 kernreactors uit bedrijf zullen zijn genomen en dat de ontmanteling ervan meer dan $100 miljard zullen gaan kosten. Experts vrezen dat de kosten veel hoger zullen zijn, omdat geen rekening is gehouden met de kosten van het opruimen van radioactief afval en de langetermijn-opslag van zwaar radioactief materiaal. De kosten variëren ook enorm per reactor en per land. Het hoofd van de IEA zelf zei in 2015, dat dat de kosten uiteindelijk wel het dubbele zouden kunnen bedragen.
Door de lange looptijd kan moeilijk worden voorspeld hoe hoog de kosten in de toekomst zullen stijgen, bijvoorbeeld de rentekosten. Kosten kunnen ook worden verzwegen om het image van relatief goedkope kernenergie niet te schaden. Zo schat de Amerikaanse atoomlobby NEI, dat de ontmanteling $13 tot $19 miljoen per reactor kost, gebaseerd op de 'trust funds' (voorzieningen) van de exploitanten zelf, terwijl de toezichthouder van de overheid NRC  deze schat op $300 tot $400 miljoen per reactor.
Het is twijfelachtig of de voorziene fondsen voor ontmanteling toereikend zullen zijn. Een commissie van de EU waarschuwde in 2016, dat voor Europese kerncentrales slechts €150 miljard van de geschatte €268 miljard aan kosten was gereserveerd.

### Kosten bij grote kernrampen
Om investeerders aan te trekken werd in de VS in 1957 de "Price-Anderson Act" aangenomen, een collectieve verzekering die de aansprakelijkheid voor de exploitanten anno 2019 beperkt tot $13 miljard. Bedragen hierboven komen dus voor rekening van de gemeenschap. De Amerikaanse exploitanten betalen jaarlijks een basispremie van $450 miljoen (2019) per locatie. In geval van een nucleaire ramp met een grotere schade wordt maximaal  $131 miljoen per reactor daar bovenop berekend. Indien onvoldoende, komt hier nog maximaal 5% bovenop. Is dat dan nog niet voldoende om de schade te betalen, dan is het aan het Amerikaans Congres om te bepalen of en hoe de rest wordt bekostigd.
Alle private verzekeraars sluiten nucleaire rampen, inclusief ongelukken met transport en opslag van nucleaire brandstof, van de verzekering uit. Bij het kernongeval van Three Mile Island werd circa $71 miljoen door de verzekeraars uitgekeerd. De NRC eist dat naast de basisverzekering de gebouwen van iedere kerncentrale voor minimaal $1 miljard zijn verzekerd om de kosten van stabilisatie en ontsmetting van de locatie na een ongeval te bekostigen. Dit kan maar bij één verzekeraar. Op initiatief van de IAEA werd  in 1997 een internationale Convention on Supplementary Compensation for Nuclear Damage opgesteld, te ondertekenen door individuele landen.
Bij de berekening van de kosten wordt onvoldoende rekening gehouden met grote kernrampen, zoals de kernramp van Tsjernobyl en van Fukushima. De bouwers en exploitanten stellen eenvoudig, dat door verbeterde technieken de kans op een fatale ramp zo klein is dat deze verwaarloosbaar is.
Bij een fatale ramp zijn de kosten van ontmanteling zodanig groot, dat er niet voldoende voorzieningen zijn gereserveerd om deze te bekostigen. Zo werden de kosten van alleen al de bouw van de tweede sarcofaag in Tsjernobyl in 2012 nog geschat op zo'n €1,5 miljard. De uiteindelijke kosten voor alleen deze omhulling bedroegen meer dan €2 miljard. Dit komt boven op de kosten die al tijdens de ramp zijn ontstaan en de gevolgen daarna.
Sinds de kernramp van Fukushima moeten de restanten van de reactor permanent gekoeld worden. Het radioactieve koelwater moet in vaten worden opgeslagen. De pro-nucleaire energie-organisatie Japan Center for Economic Research schatte in 2020 de totale lange-termijn-kosten van de Fukushima-ramp op $750 miljard.
De schattingen van de prijsverhoging die nodig zou zijn indien alle risico's worden meegenomen lopen uiteen van €0.139 tot €2.36 per kWh. Daarmee zou atoomenergie niet meer rendabel zijn. De elektriciteit zou alleen betaalbaar zijn, als het risico grotendeels zou worden verplaatst naar de gemeenschap, wat zou neerkomen op een verkapte subsidie. De Price-Anderson Act is een voorbeeld van zo'n subsidiering, omdat de ondernemingen slechts aansprakelijk zijn voor het bedrag dat als maximum is vastgesteld.

### Subsidie voor nieuwe EU-staten
Voor kerncentrales in lidstaten die in 2004 bij de EU zijn gekomen is niet altijd rekening gehouden met de kosten van de ontmanteling. Zo krijgt Litouwen financiële steun van de Unie voor een veilige ontmanteling van de centrale bij Ignalina. In ruil daarvoor heeft Litouwen deze verouderde centrale gesloten op 31 december 2009.